# Zamieszki w Dżos (2010)
Zamieszki w Dżos (2010) – walki między muzułmanami a chrześcijanami w nigeryjskim mieście Dżos, do których dochodziło w styczniu, marcu, lipcu i grudniu.
W dniach 17–21 stycznia 2010, w starciach religijnych zginęło nawet 600 osób. Kolejna seria zamieszek wybuchła 7 marca 2010.

## Tło
Miasto Dżos jest podzielone między chrześcijan i muzułmanów i oddziela muzułmańską północ Nigerii od południa kraju zamieszkiwanego głównie przez chrześcijan. Do zamieszek dochodziło tam od 2001 roku. W sierpniu 2001 roku w starciach zginęło ponad 1000 osób, a w walkach między muzułmanami a chrześcijanami w 2004 roku 700 osób. W 2008 roku w podobnych zamieszkach zginęło ponad 300 mieszkańców miasta.

## Zamieszki

### Styczeń
Zamieszki wybuchły kiedy muzułmanie podpalili chrześcijańskie kościoły w niedzielę 17 stycznia. Napastnicy atakowali wiernych, wdali się także w walkę z siłami bezpieczeństwa. W wyniku walk tego dnia zginęły 22 osoby, a rannych zostało około 300 osób. Dzień później śmierć poniosły 52 kolejne osoby. Do kolejnej fali walk doszło 19 stycznia.
Do Dżos wysłano specjalne oddziały wojska. Wprowadzono także godzinę policyjną, która obowiązywała całą dobę. W wyniku niepokojów miejsca zamieszkania opuściło 5 tys. osób. Przebywający od 23 listopada 2009 w szpitalu w Arabii Saudyjskiej prezydent Nigerii Umaru Yar’Adua został poinformowany o sytuacji w kraju.
Kolejna seria walk zapoczątkowana ok. 22:30 19 stycznia, została rano dnia następnego stłumiona przez wojsko, które przybyło do miasta i przejęło nad nim kontrolę. 20 stycznia liczba zabitych przekroczyła 400. Poinformowano, iż do meczetów zniesiono ciała ponad 200 muzułmanów. Organizacja Human Rights Watch odnotowała 65 zgonów wśród chrześcijan.
Do zakończenia niepokojów doszło 21 stycznia, kiedy wojsko objęło całkowitą kontrolę nad sytuacją.
23 stycznia w miejscowości Kuru Karama, 30 km od miasta Dżos znaleziono ciała 150 kolejnych zamordowanych osób. Zmasakrowane ciała zostały odkryte w szybach wiertniczych i wykopach kanalizacyjnych.
Czerwony Krzyż szacuje, że 17 000 osób zostało wysiedlonych. Uchodźcy przed walkami schronili się w szkołach i szpitalach.
Oficjalne źródła policji informowały o 326 zabitych, jednak źródła agencyjne oceniają liczbę ofiar na 400-600 osób.

### Marzec
7 marca o godz. 3:00 muzułmańscy pasterze dokonali ataku w wiosce Dogo Nahawa, oddalonej o 5 km od Dżos. Agresorzy oddali strzały w powietrze, a następnie dokonali rzezi na chrześcijanach, którzy wyszli z domów. Muzułmanie w ataku użyli maczet. Większość wśród zabitych stanowiły kobiety oraz dzieci. Jedno z zabitych niemowląt miało mniej niż trzy miesiące. W ataku zginęło oficjalnie 300 osób, choć mogło być ich nawet 500. Setki osób opuściło wioskę.
Goodluck Jonathan pełniący obowiązki prezydenta Nigerii na czas nieobecności w kraju prezydenta Umaru Yar’Adui z powodów zdrowotnych, nakazał ścigać morderców i zarządził pełną mobilizację tamtejszych służb bezpieczeństwa.

### Lipiec
13 lipca w kolejnej serii walk między chrześcijanami i muzułmanami w miejscowości Wukari zginęło osiem osób, a 40 odniosło rany. Spalono sześć meczetów i kościół. 17 lipca w wiosce Mazzah pod Dżos w kolejnych starciach życie straciło osiem osób. W czasie zamieszek spłonął kościół i sześć domów. Przyczyną zamieszek był spór o budowę świątyń.

### Grudzień
W Wigilię Bożego Narodzenia w nigeryjskim mieście Dżos doszło do zamachów terrorystycznych w których zginęło co najmniej 32 chrześcijan, a 74 odniosło poważne obrażenia. Dzień później w kolejnych zamachach na dwa kościoły zginęło kolejnych sześć osób.